# Augustóbriga (Muro de Ágreda)
Augustóbriga fue una ciudad romana emplazada en la Via XXVII del Itinerario de Antonino, que se dirigía desde Caesaraugusta (Zaragoza) hasta Asturica Augusta (Astorga). Fue un ciudad celtibérica cuyo nombre era Arekorataz y luego refundada bajo el imperio de Octavio Augusto con el nombre de Augustóbriga. 
Actualmente sobre ella se encuentra el pueblo de Muro de Ágreda, provincia de Soria, Comunidad Autónoma de Castilla y León (España), municipio de Ólvega.

## Resumen de su historia

### Primeros datos
La ciudad de "AreKoraTa" no se menciona en las fuentes clásicas, pero existen frecuentes referencias a ella en los textos que se conocen en lengua celtibérica; así el bronce de Luzaga alude a sus habitantes, "ArekoraTikuBos", y una tésera de hospitalidad inicia su texto con "AreKoraTika: Kar", o tésera de la ciudad de Arecorata. 
Esta ciudad acuñó monedas con las leyendas Areicoraticos y podemos parangonar sus importantes emisiones con las de "SeKeiza" (Segeda). Ambas ciudades, si aparecen citadas en la primera mitad del siglo II a. C. y se convierten en las dos primeras cecas celtibéricas que acuñan moneda.
Los últimos trabajos realizados han proporcionado la localización de una tésera de hospitalidad con letrero ibérico (TOUTIKA), lo que ha permitido precisar, junto con los hallazgos anteriores, la situación de la ciudad de Arekorataz por debajo de la romana Augustobriga.

### Época romana
Es en época romana cuando el asentamiento adquiere su verdadera importancia puesto que allí Octavio Augusto fundó Augustóbriga alrededor de la fecha 33-34 a. C. Esta ciudad se constituye como un campamento de apoyo en la guerra con los Cántabros, punto vigilante frente a los Celtíberos, Pelendones y otros pueblos del Moncayo y el Duero, y como mansión de aprovisionamiento de las legiones, entre el paso natural de la Meseta y el Valle del Duero.
Asentada en un territorio llano, conocemos la estructura de su muralla a través de recientes excavaciones, que han permitido una datación provisional del siglo I d. C., lo que apoyaría la hipótesis de Ciudad Augustea. Junto a las murallas pasa la calzada romana que iba desde Caesaraugusta a Asturica, constituyendo la vía denominada de Augustóbriga la arteria principal que atraviesa la provincia de Soria, y unía las cuencas del Ebro y del Duero.
Probablemente se puede decir que la ciudad de Augustóbriga fue destruida en las luchas de los bárbaros del norte contra el imperio romano decadente. Es necesario suponer que entre la destrucción de Augustóbriga y la fundación del actual pueblo de Muro medió un intervalo bastante considerable. Por los carbones que se han hallado frecuentemente en el recinto comprendido por las antiguas murallas se podría afirmar que Augustóbriga fue destruida por las llamas y del hecho de que el actual pueblo de Muro no conserve en su etimología ningún vestigio del nombre de Augustóbriga se conoce que fue fundado cuando ya no había memoria de dicha ciudad y sólo existían algunas de sus ruinas, principalmente de sus murallas, de las cuales tomó el nombre el actual pueblo de Muro.

### Época medieval
La fundación del actual pueblo de Muro tuvo lugar poco antes de la reconquista de la Tierra de Ágreda por Don Alfonso I El Batallador como esposo de Doña Urraca y a nombre suyo. Esta se verificó en el siglo XI, a cuya época se cree que pertenece el castillo y probablemente también la parte más antigua de la actual iglesia. La pequeñez de esta iglesia indica que el pueblo era sumamente pequeño en aquella época y que se fundó entonces.